# Cylindrocladium buxicola
Espèce
Cylindrocladium buxicola est une espèce de champignons ascomycètes de la famille des Nectriaceae d'origine inconnue.
C'est la forme asexuée (anamorphe) d'un champignon phytopathogène qui parasite quelques espèces de buis (genre Buxus), notamment Buxus sempervirens, provoquant chez les variétés sensibles la maladie dite du « dépérissement du buis » (symptômes de dépérissement des feuilles et des rameaux).
Il a été observé pour la première fois en 1994 au Royaume-Uni.

## Synonymes
Selon Invasive Species Compendium (ISC) : 
- Calonectria pseudonaviculata (Crous, J.Z. Groenew. & C.F. Hill) L. Lombard, M.J. Wingf. & Crous, 2010 (forme sexuée - téléomorphe)
- Cylindrocladium pseudonaviculatum Crous, J.Z. Groenew. & C.F. Hill, 2002

## Méthodes de lutte
Ce sont d'abord des mesures préventives qui doivent être envisagées pour lutter contre ce champignon :
utilisation de variétés résistantes, de plants sains, désinfections des outils, élimination des parties malades (à ne pas composter).
En cas de forte pression de la maladie, il est possible d'envisager un traitement fongicide avant une période pluvieuse. Les produits autorisés en France sont répertoriés dans la base du ministère de l'Agriculture pour l'usage « arbres et arbustes d'ornement, traitement des  parties aériennes, maladies diverses ». Les produits à base de cyprodinil + fludioxonil ou à base de chlorothalonil ont montré une certaine efficacité.